# Клопка (серија из 2006)
Клопка је босанскохерцеговачка серија акционог типа из 2006. године. Радња серије је крајње узбудљива и динамична и обухвата преваре, убиства, крађе и отмице.

## Опис
Радња серије је смештена у град Сарајево. Радња серије се врти око два човека, Горана Латиновића, радника на бензинској пумпи коме је жена са ћеркама отишла са Французом и коме је старија ћерка отета заједно са братом близанцем тог Француза, и Мате Бошњака, злочинца који води трговину дрогом и који води стриптиз-бар. Мате Бошњак жели да убије другог злочинца, Рама Кајтаза, да не би имао конкуренцију.

## Улоге
- Горан Латиновић-Драган Бјелогрлић
- Мате Бошњак-Иво Грегуревић
- Тарик Малкович-Харис Бурина
- Нада Латиновић-Татјана Кецојевић
- Рамо Кајтаз-Драган Јовичић
- Сања-Николина Јелисавац
- Срђан "Црни"-Жељко Митровић

## Епизоде
Серија "Клопка" има 18 епизода. Прва сцена на почетку 1. епизоде се поново види у току 16. епизоде јер прича о Горану и Матету почиње од тога како су се упознали и шта је ко од њих радио. На крају серије Мате Бошњак успева да елиминише Рама Кајтаза, а Горан да врати своје ћерке и жену у Сарајево. Свака епизода траје 30 минута.

## Занимљивости
Епизоде серије "Клопка" су настале из делове епизоде серије Црна хроника.